# Spanische Badmintonmeisterschaft 2010
Die Spanische Meisterschaft 2010 im Badminton war die 29. Auflage der spanischen Titelkämpfe im Badminton. Sie fand vom 7. bis zum 9. Mai 2010 in Huelva statt.

## Die Sieger und Platzierten
| Disziplin    | Gold                            | Silber                            | Bronze                                 |
| ------------ | ------------------------------- | --------------------------------- | -------------------------------------- |
| Herreneinzel | Pablo Abián                     | David Leal                        | Carlos Longo                           |
| Herreneinzel | Pablo Abián                     | David Leal                        | Ernesto Velazquez                      |
| Dameneinzel  | Carolina Marín                  | Beatriz Corrales                  | Sandra Chirlaque                       |
| Dameneinzel  | Carolina Marín                  | Beatriz Corrales                  | Carolina Chan                          |
| Herrendoppel | Javier Abián Pablo Abián        | David Leal Eliezer Ojeda          | Oscar Martínez Alberto Zapico          |
| Herrendoppel | Javier Abián Pablo Abián        | David Leal Eliezer Ojeda          | Rafael Fernández Arteaga Sergio Llopis |
| Damendoppel  | Ana María Martín Carolina Marín | Sandra Chirlaque Beatriz Corrales | Noelia Jiménez Paula Rodríguez         |
| Damendoppel  | Ana María Martín Carolina Marín | Sandra Chirlaque Beatriz Corrales | Laura Molina Haideé Ojeda              |
| Mixed        | Carlos Longo Haideé Ojeda       | Ernesto Velazquez Yoana Martínez  | Antonio Rico Eva María Peralvarez      |
| Mixed        | Carlos Longo Haideé Ojeda       | Ernesto Velazquez Yoana Martínez  | Eliezer Ojeda Paula Rodríguez          |